# Fortune FC
Fortune Football Club w skrócie Fortune FC – gambijski klub piłkarski mający siedzibę w mieście Farato, grający w pierwszej lidze gambijskiej.

## Sukcesy
- I liga[1]:
  - mistrzostwo (1):  2021.

## Występy w afrykańskich pucharach
| Sezon     | Rozgrywki     | Runda | Kraj     | Klub     | Dom | Wyjazd | Dwumecz      |
| --------- | ------------- | ----- | -------- | -------- | --- | ------ | ------------ |
| 2021/2022 | Liga Mistrzów | 1     | Algieria | ES Sétif | 3–0 | 0–3    | 3–3 (k. 4–5) |

## Stadion
Domowe mecze klub rozgrywa na stadionie o nazwie Municipal de Farato w Farato, który może pomieścić 1000 widzów.

## Reprezentanci kraju grający w klubie
Stan na lipiec 2023.
| - Alieu Barry - Lamin Chatty - Bully Drammeh | - Bakary Jawara - Ebrima Sohna |